# Nephelodes carminata
Nephelodes carminata är en fjärilsart som beskrevs av Smith 1890. Nephelodes carminata ingår i släktet Nephelodes och familjen nattflyn. Inga underarter finns listade i Catalogue of Life.